# Paranormal
Paranormalul este un termen pentru o varietate de fenomene care ies din sfera normalului. Termenul este folosit în parapsihologie și are de a face cu fenomene ca telepatia, vederea la distanță, energetica, divinația, percepția extrasenzorială, telekinezia și diverse feluri de a supraviețui după moarte ca reîncarnarea, fantomele și bântuirile.
Termenul este folosit și pentru fenomene mai puțin spirituale, ca OZN-urile și mai multe creaturi misterioase descrise în criptozoologie.

## Subiecte ale paranormalului

### Fantome
Conform celor ce cred în paranormal, fantomele ar fi manifestările spiritului sau sufletului unei persoane decedate. Unii extind ideea prin credința în fantomele animalelor decedate.
Termenul fantomă se poate referi la orice fel de spirit sau demon (prezențe demonice) care s-ar manifesta într-un anumit loc, dar în vorbirea populară se referă strict la spiritul unei persoane decedate.

### Ufologie
Existența vieții extraterestre nu este considerată un subiect paranormal, mulți oameni de știință considerând-o probabilă. Proiecte ca SETI (Search for Extra-Terrestrial Intelligence) încearcă să identifice activitatea radio a unor presupuse civilizații extraterestre.
Ufologia sau OZN-ologia a apărut prin anii 50 datorită interesului tot mai mare al publicului în legătură cu acest subiect. S-au format diverse secte de oameni care pretind că au fost contactați de extratereștri.

## Cercetări

### Psihologie
Conform lui D.I. Radin, universitarii (psihologii) explorează paranormalul pornind de la trei ipoteze: ignoranță, privațiuni și deficiență.
„Ipoteza ignoranței înseamnă că oamenii cred în paranormal deoarece sunt proști sau needucați. « Ipoteza privațiunilor propune că aceste credințe le permit să facă față incertitudinilor psihologice și factorilor de stres fizici. Ipoteza deficienței susține că o astfel de credință provine dintr-un defect psihic, de la inteligență redusă la lipsa gândirii critice ajungând până la psihoză deplină. » (Radin). Ipoteza deficienței este susținută de faptul că credința în paranormal este un aspect al personalității schizotipice (Pizzagalli, Lehman și Brugger, 2001).”—R. de Boer și D.J. Bierman, The roots of paranormal belief: Divergent associations or real paranormal experiences?

### Psihiatrie
În psihiatrie, clarviziunea sau clarvederea (a avea vedenii despre fenomene spirituale) este considerată drept halucinație.
Precogniția (premoniția) poate fi sau nu halucinație, dar în mod consensual psihiatrii consideră că ea nu are nimic de a face cu vreo percepție paranormală.